# Siamcyclops cavernicolus
Siamcyclops cavernicolus – gatunek widłonoga z rodziny Cyclopidae; jedyny przedstawiciel rodzaju Siamcyclops. Gatunek i rodzaj opisał w 2018 roku zespół biologów w składzie: Chaichat Boonyanusith, La-orsri Sanoamuang i Anton Brancelj. Miejsce typowe to jaskinia Chom Phon w prowincji Ratchaburi w Tajlandii.